# بوبي مان
بوبي مان (بالإنجليزية: Bobby Mann)‏ (11 يناير 1974 بدندي في المملكة المتحدة - ) هو لاعب كرة قدم بريطاني في مركز الدفاع. لعب مع نادي إنفرنيس ونادي دندي وFormartine United F.C. ‏ وفورفار أثلتيك ‏ ونادي بيترهيد ‏.

## وصلات خارجية
- بوبي مان على موقع قاعدة بيانات كرة القدم.إي يو (الإنجليزية)
- بوبي مان على موقع Soccerbase.com (لاعب) (الإنجليزية)